# Centaurea busambarensis
Centaurea busambarensis là một loài thực vật có hoa trong họ Cúc. Loài này được Guss. mô tả khoa học đầu tiên năm 1844.